# Melnick 34
Melnick 34 (potocznie nazywana Mk34) – masywna, jasna gwiazda Wolfa-Rayeta w pobliżu gromady R136 w obszarze 30 Doradus (znanym jako Mgławica Tarantula) w Wielkim Obłoku Magellana.

## Właściwości fizyczne

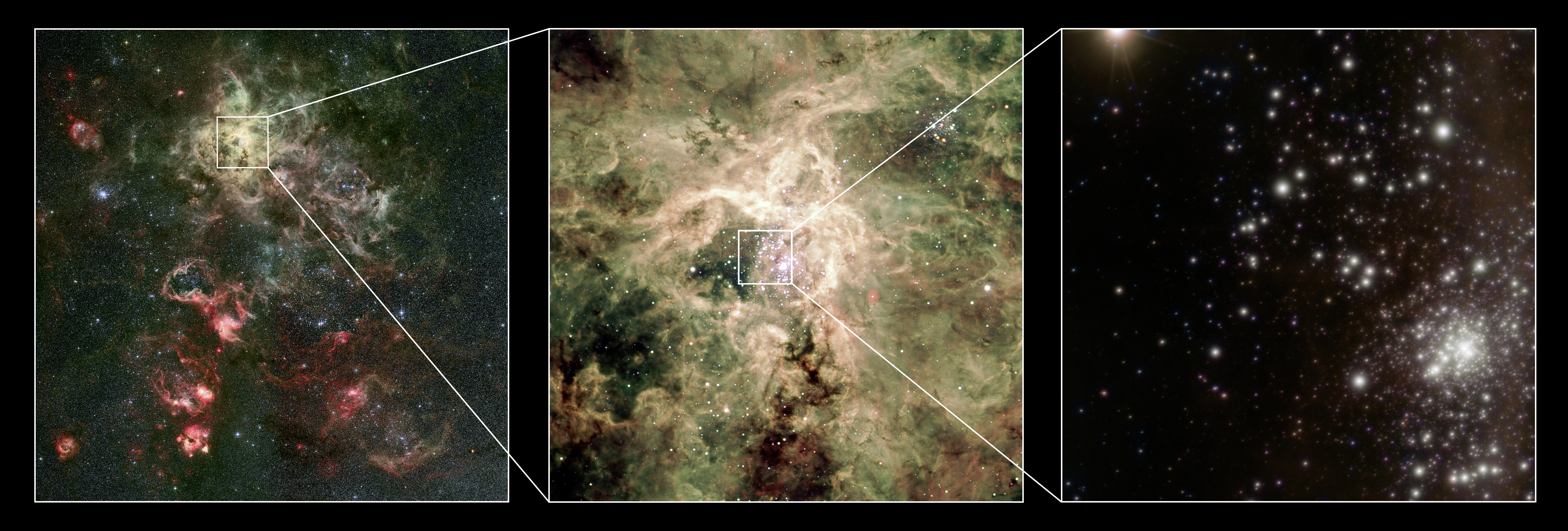
Rejon NGC 2070. Mk34 jest jasną, odosobnioną gwiazdą znajdującą się na lewo od gromady R136 (zdjęcie z prawej)

Mk34 to gwiazda Wolfa-Rayeta o temperaturze powierzchni ponad 50 000 K. Przypuszcza się, że w trakcie swych narodzin gwiazda miała masę około 275 M☉. Wytwarza ona potężny wiatr gwiazdowy. Pomimo swojego młodego wieku wytraciła już znaczną część swojej pierwotnej masy. Ze względu na dużą jasność promieniowania X oraz zróżnicowania w prędkości radialnej szacuje się, że Mk34 ma jasną, gorącą gwiazdę towarzyszącą. Tym samym oszacowania jej jasności, temperatury i masy są nieprecyzyjne.

## Ewolucja
Na obecnym etapie Mk34 spala w swoim jądrze wodór, chociaż wykazuje silną emisję helu i azotu ze względu na konwekcję produktów fuzyjnych z jądra do powierzchni. Przewiduje się, że Mk34 w najbliższym czasie stanie się pozbawioną wodoru gwiazdą Wolfa-Rayeta (będąc przez krótki okres niebieskim hiperolbrzymem i gwiazdą zmienną typu S Doradus). W następnych etapach swojego życia będzie zrzucać kolejne warstwy zewnętrzne, stając się gwiazdą typu WO o temperaturze powierzchni osiągającej 200 000 K, aż w końcu wybuchnie jako supernowa typu Ic, a jej jądro zapadnie się, tworząc czarną dziurę.